# Struttin'
Struttin' è il terzo album dei The Meters, pubblicato dalla Josie Records nel giugno del 1970.

## Tracce
Brani composti da Leo Nocentelli, Art Neville, George Porter e Joseph Modeliste, eccetto dove indicato
Lato A
1. Chicken Strut – 2:48
2. Liver Splash – 2:40
3. Wichita Lineman – 2:58 (Jim Webb)
4. Joog – 2:12
5. Go for Yourself – 3:10
6. Same Old Thing – 2:52

Durata totale: 16:40
Lato B
1. Hand Clapping Song – 2:55
2. Darling Darling Darling – 2:53 (Roquel B. Davis, Maurice McAlister)
3. Tippi-Toes – 2:26
4. Britches – 2:50
5. Hey! Last Minute – 2:59
6. Ride Your Pony – 3:19 (Naomi Neville)

Durata totale: 17:22
Edizione CD del 1999, pubblicato dalla Sundazed Music Records (SC 6148)
Brani composti da Leo Nocentelli, Art Neville, George Porter e Joseph Modeliste, eccetto dove indicato
1. Chicken Strut – 3:11
2. Liver Splash – 2:39
3. Wichita Lineman – 2:56 (Jim Webb)
4. Joog – 2:11
5. Go for Yourself – 3:09
6. Same Old Thing – 2:48
7. Hand Clapping Song – 2:55
8. Darling Darling Darling – 2:51 (Maurice McAlister, Roquel Davis)
9. Tippi-Toes – 2:26
10. Britches – 2:49
11. Hey! Last Minute – 2:57
12. Ride Your Pony – 3:18 (Naomi Neville)
13. Funky Meter's Soul – 2:54 – Bonus Track - Previously Unreleased
14. Meter Strut – 2:47 – Bonus Track - Previously Unreleased

Durata totale: 39:51

## Musicisti
- Art Neville - organo
- Art Neville - voce solista (brani: Wichita Lineman, Darling Darling Darling e Ride Your Pony)
- Leo Nocentelli - chitarra
- George Porter Jr. - basso
- Joseph Zig Modeliste - batteria

Note aggiuntive
- Allain Toussaint e Marshall E. Sehorn - produttori
- Rick Conrad - produttore riedizione su CD
- David Smith - ingegnere del suono